# 劉佐 (成化舉人)
劉佐（15世紀—16世紀），字邦寧，江西南昌府進賢縣人，明朝政治人物。

## 生平
劉佐是成化十六年（1525年）的舉人，授蘄州判官，改任洛容知縣，陞廣州通判，當時大帽有賊叛亂，他奉命監督軍隊生擒賊人首領曾元二等二十多人，事件平定後征伐姚源，盜賊聞風解散，獲上級推薦，他卻因為腳病致仕，家居二十多年後才去世。

## 引用
1. 1 2  光緒《進賢縣志·卷十七·人物》：劉佐，字邦寧，成化庚子舉人，歷蘄州判官、洛容知縣、廣州通判，時大帽賊反，奉命監兵生擒賊首曾元二等二十餘人，事平後征姚源，群盜聞風解散，當道交荐，因病足致仕家居二十餘年卒。